# Сельское поселение «Деревня Редькино»
Се́льское поселе́ние «Деревня Редькино» — муниципальное образование в Дзержинском районе Калужской области Российской Федерации.
Административный центр — деревня Редькино.

## История
Статус и границы сельского поселения установлены Законом Калужской области от 28 декабря 2004 года № 7-ОЗ «Об установлении границ муниципальных образований, расположенных на территории административно-территориальных единиц „Бабынинский район“, „Боровский район“, „Дзержинский район“, „Жиздринский район“, „Жуковский район“, „Износковский район“, „Козельский район“, „Малоярославецкий район“, „Мосальский район“, „Ферзиковский район“, „Хвастовичский район“, „Город Калуга“, „Город Обнинск“, и наделении их статусом городского поселения, сельского поселения, городского округа, муниципального района».

## Население
| 2010 | 2012 | 2013 | 2014 | 2015 | 2016 | 2017 |
| ---- | ---- | ---- | ---- | ---- | ---- | ---- |
| 829  | ↘825 | ↗827 | ↘822 | ↘813 | ↗818 | ↗819 |
| 2019 | 2020 | 2021 |      |      |      |      |
| ↘797 | ↗798 | ↘677 |      |      |      |      |

## Состав сельского поселения
| №  | Населённый пункт | Тип населённого пункта          | Население |
| -- | ---------------- | ------------------------------- | --------- |
| 1  | Гавшино          | деревня                         | ↘2        |
| 2  | Гамышево         | деревня                         | ↘1        |
| 3  | Грибаново        | деревня                         | ↗24       |
| 4  | Карамышево       | деревня                         | ↗2        |
| 5  | Кашенки          | деревня                         | ↗4        |
| 6  | Ладово           | деревня                         | ↗3        |
| 7  | Латышево         | деревня                         | ↘3        |
| 8  | Лопатино         | деревня                         | ↗2        |
| 9  | Меленки          | деревня                         | ↗7        |
| 10 | Ползино          | деревня                         | ↗4        |
| 11 | Редькино         | деревня, административный центр | ↗762      |
| 12 | Росино           | деревня                         | ↗3        |
| 13 | Фролово          | деревня                         | ↗2        |
| 14 | Юдинки           | деревня                         | ↗10       |